# Ancylotrypa bulcocki
Espèce
Synonymes
- Pelmatorycter bulcocki Hewitt, 1916

Ancylotrypa bulcocki est une espèce d'araignées mygalomorphes de la famille des Cyrtaucheniidae.

## Distribution
Cette espèce est endémique du Cap-Oriental en Afrique du Sud,.

## Description
Le mâle holotype mesure 13,3 mm et la femelle 27,5 mm.

## Étymologie
Cette espèce est nommée en l'honneur de H. L. Bulcock.

## Publication originale
- Hewitt, 1916 : Descriptions of new South African spiders. Annals of the Transvaal Museum, vol. 5, no 3, p. 180-213 (texte intégral).